# Pieter van Huystee Film
Pieter van Huystee Film is een onafhankelijke film-, en televisieproductiemaatschappij gespecialiseerd in documentaires. Het bedrijf werd in 1995 door de gelijknamige producent opgericht en gevestigd aan de Noordermarkt in Amsterdam. De belangrijkste taken van de organisatie zijn het werven van fondsen en het bespreken van nieuwe ideeën met televisie-omroepen. 
In 2000 ontving Van Huystee een Gouden Kalf voor zijn werk als producent. Hij produceerde onder andere de met een Gouden Kalf bekroonde documentaires Desi en Angels of Death. In datzelfde jaar produceerde hij de documentaire Het was weer zondig, onder regie van Fatima Jebli Ouazzani.